# Promessedisconto
Tot 1 januari 1999 werd in financiële contracten vaak gewerkt met de term promessedisconto, als basis van de rentevergoeding.
Per die datum werd gelijktijdig met de invoering van de girale euro dit tarief niet langer bijgehouden. De Nederlandsche Bank (DNB) geeft aan dat deze rente berekend kan worden uit de ECB-depositorente +1,25%. Tot 1999 stelde DNB het promessedisconto vast. In de praktijk wordt in oude contracten nu vaak gerekend met de genoemde depositorente van de ECB +1,25%.